# Peter Zeeb
Peter Frederik Sakarias Zeeb (* 1. November 1874 in Ikamiut; † 27. November 1915 ebenda) war ein grönländischer Katechet und Landesrat.

## Leben
Peter Zeeb war der Sohn des Jägers Johan Jakob Hans Zeeb (1851–?) und dessen Frau Nikoline Elisabeth Rakel Boye (1853–?). Er wurde 1899 zum Katecheten von Ikamiut ernannt. 1911 wurde er in Nordgrønlands Landsråd gewählt. Er nahm im ersten Jahr nicht an der Sitzung teil und starb während der laufenden Legislaturperiode 41-jährig 1915 im Kajak. Anschließend wurde er in der letzten Sitzung von Isak Banke vertreten.